# Сераковице (гмина)
Серакови́це (пол. Sierakowice, кашуб. Serakòjce) — сельская гмина (волость) в Польше, входит как административная единица в Картузский повет, Поморское воеводство. Население — 16 717 человек (на 2006 год).

## Демография
| Перепись                       | Всего   | Всего | Женщины | Женщины | Мужчины | Мужчины |
| ------------------------------ | ------- | ----- | ------- | ------- | ------- | ------- |
| Единицы                        | человек | %     | человек | %       | человек | %       |
| Население                      | 16 358  | 100   | 8144    | 49,8    | 8214    | 50,2    |
| Плотность населения (чел./км²) | 89,7    | 89,7  | 44,7    | 44,7    | 45      | 45      |

## Соседние гмины
1. Гмина Цевице
2. Гмина Хмельно
3. Гмина Чарна-Домбрувка
4. Гмина Картузы
5. Гмина Линя
6. Гмина Пархово
7. Гмина Стенжица
8. Гмина Суленчино